# Прапор Чортківського району
Прапор Чортківського району — хоругва Чортківського району Тернопільської області, в Україні. 
Автори — Л. Хруставка, І. Велиган.

## Опис
Прапор є прямокутним полотнищем зі співвідношенням сторін 2:3, розділене двома діагоналями на чотири трикутники, з них: — верхній та нижній синього кольору, правий та лівий жовтого кольору. У центрі прапора — герб із золотою облямівкою, увінчаний золотою районною короною з хрестом (висота щита дорівнює 1/2 ширини прапора, а разом із короною — 2/3 ширини прапора).
Наявність на прапорі синього та жовтого кольорів символізують Українську державу, а зображення герба — належність до неї Чортківського району.
Прапор може використовуватись із додатковим горизонтальним кріпленням, як хоругва.